# Mario Gorlier
Mario Gorlier (Nizza Monferrato, 11 febbraio 1892 – 18 luglio 1956) è stato un generale italiano durante la seconda guerra mondiale.

## Biografia
Piemontese, entrò giovanissimo nella Regia Accademia di Modena nel 1908 divenendo sottotenente dell'Arma di fanteria, corpo degli alpini, il 19 maggio 1912, partecipando alla prima guerra mondiale.
Nominato tenente colonnello il 1º dicembre 1926 fu destinato allo stato maggiore.
Indossato il grado di colonnello il 16 marzo 1936, Gorlier comandò il 2º reggimento alpini e, dall'8 settembre 1939, passò al comando del corpo d'armata celere per incarichi speciali, uomo di fiducia del generale Giovanni Messe.
Con l'ingresso dell'Italia in guerra (1940) Gorlier fu promosso generale di brigata ed assegnato al comando del Corpo d'armata speciale (già celere) in Albania, insieme a Messe.
Dal 10 luglio 1941 cessa gli incarichi speciali dal comando XXX° corpo (già corpo d'armata speciale) e diviene capo del I° reparto al corpo di SM dell'esercito a Roma, permanendo a tale incarico sino al 5 luglio 1943.
Nel frattempo, il 2 marzo 1942 fu insignito dell'onorificenza di cavaliere dell'Ordine militare d'Italia e con Regio Decreto dell'8 agosto 1942 fu nominato ufficiale dell'Ordine dei Santi Maurizio e Lazzaro.
Dal 15 agosto, una volta passato generale di divisione (anzianità 1º gennaio 1943) fu nominato comandante della 6ª divisione alpina Alpi Graie in Liguria.
Su proposta della Presidenza del Consiglio dei Ministri il 2 giugno 1956 fu insignito quale Grande ufficiale dell'Ordine al merito della Repubblica Italiana, solo un mese prima della sua morte.